# Medina
 For alternative betydninger, se Medina (flertydig). (Se også artikler, som begynder med Medina)
Medina også kendt som Al Medina, og hedder officielt: al-Madinah al-Munawwarah, hvilke oversat betyder. 'den oplyste by'. Medina en vigtig by i Saudi-Arabien og den anden helligste by i religionen islam, hvor af Mekka er set som den helligste, og Jerusalem er den trejede helligste by. Byen har en befolkning på 1.411.599 indbygger i 2022 og er hovedstad til Medina provinsen, som er beliggende i den vestlige del af Saudi-Arabien i Hejaz regionen.
Medina har tidligere kun været for muslimer, men er begyndt at være åben for alle troende. Medina har hvert år millioner af besøgende. De besøgende kommer dertil bl.a. i forlængelse af enten den mindre pilgrimsrejse (umrah) eller større pilgrimsrejse (hajj).

## Historie
I præislamisk tid, altså før 622 blev byen kaldt Yathrib. Det mendes at Medina har mindst været beboet siden det 9. århundrede f.Kr. Da Muhammed kom til Yathrib var der tre prominente jødiske stammer i byen.
I 622 foretog Muhammed en hidjra og emigrerede fra byen Mekka til Medina. Her udvikledes islam endeligt til en selvstændig religion. Muhammed opbyggede en menighed og umma i Medina. Han modtog forsat åbenbaringer og var byens militære, åndelige og religiøse leder. Efter Muhammeds død i 632 blev han gravlagt i Medina.
Midt i byen er Profetens Moské (Arabisk: Al Masjid an Nabawi), som kan føres tilbage til Muhammed selv. I en udvidelse i 707 blev dele af profetens hus med hans grav inddraget i moskéen.
I løbet af 1250'erne havde mamelukkerne konsolideret magten i Egypten, og efter Abbaside-kalifatets hovedstad Bagdad faldt til mongolerne i 1258, overtog mamelukkerne kontrollen over Egypten og Medina. Under mamelukkernes styre blev Profetens Moské ramt af brand to gange: første gang i 1256, hvor moskeen brændte ned efter, at der gik ild i et lager, og anden gang i 1481, hvor bygningen blev ramt af et lyn. I mamelukkernes periode var der også stor aktivitet blandt de lærde i Medina, hvor fremtrædende skikkelser som Ibn Farhun, al-Hafiz Zain al-Din al-‘Iraqi og al-Sakhawi virkede.